# Độ nén
Trong nhiệt động lực học và cơ học chất lưu, độ nén (cũng được gọi là hệ số nén hoặc độ nén đẳng nhiệt) là một độ đo thay đổi thể tích tương đối của một chất lưu hoặc chất rắn do thay đổi áp suất (hoặc ứng suất trung bình).
{\displaystyle \beta =-{\frac {1}{V}}{\frac {\partial V}{\partial p}}}
với V là thể tích and p là áp suất.

## Định nghĩa
Công thức trên không hoàn chỉnh, bởi vì với bất cứ vật thể hoặc hệ nào, độ lớn của độ nén phụ thuộc rất nhiều vào việc quá trình này là đoạn nhiệt hay đẳng nhiệt. Do đó, sự nén đẳng nhiệt được định nghĩa là:
{\displaystyle \beta _{T}=-{\frac {1}{V}}\left({\frac {\partial V}{\partial p}}\right)_{T}}
với chỉ số dưới T chỉ rằng phần vi phân riêng được thực hiện ở nhiệt độ không đổi.
Sự nén đẳng entropy được định nghĩa là:
{\displaystyle \beta _{S}=-{\frac {1}{V}}\left({\frac {\partial V}{\partial p}}\right)_{S}}
với S là entropy. Đối với một chất rắn, sự khác biệt giữa hai loại thường bỏ qua được.
Dấu trừ làm độ nén dương trong trường hợp (thường xảy ra) áp suất tăng và thể tích giảm.

### Quan hệ với vận tốc âm thanh
Vận tốc âm thanh được định nghĩa trong cơ học cổ điển là:
{\displaystyle c^{2}=\left({\frac {\partial p}{\partial \rho }}\right)_{S}}
với {\displaystyle \rho } là khối lượng riêng của vật liệu. Bằng cách thay đổi đạo hàm riêng, sự nén đẳng entropy có thể được thể hiện là:
{\displaystyle \beta _{S}={\frac {1}{\rho c^{2}}}}

### Quan hệ với mô đun khối
Nghịch đảo của độ nén là mô đun khối, thường được viết là K (đôi khi là B).
Phương trình độ nén liên kết độ nén đẳng nhiệt (và gián tiếp là áp suất) với cấu trúc của chất lỏng.

## Nhiệt động lực học
Thuật ngữ "độ nén" cũng được sử dụng trong nhiệt động lực học để diễn tả độ chênh lệch các tính chất nhiệt động lực học trong khí thực từ những tính chất của khí lý tưởng. Hệ số nén được định nghĩa là
{\displaystyle Z={\frac {p{\underline {V}}}{RT}}}
với p là áp suất của khí, T là nhiệt độ của nó, và {\displaystyle {\underline {V}}} là thể tích mol của nó. Trong trường hợp khí lý tưởng, hệ số nén Z bằng với tính đồng nhất, và equal to unity, và phương trình trạng thái khí lý tưởng quen thuộc được phục hồi:
{\displaystyle p={RT \over {\underline {V}}}}
thường thì Z có thể lớn hơn hoặc nhỏ hơn tính đồng nhất của khí thực.
Độ lệch từ trạng thái khí lý tưởng có xu hướng trở nên đặc biệt lớn lần điểm tới hạn, hoặc trong trường hợp áp suất cao hoặc nhiệt độ thấp. Trong những trường hợp này, một biểu đồ độ nén tổng quát hoặc một phương trình trạng thái thay thế thích hợp với vấn đề hơn phải được sử dụng để tạo ra kết quả chính xác.
Một tình huống có liên quan xảy ra trong khí động lực học siêu thanh, nơi sự phân ly gây ra gia tăng thể tích mol "ký hiệu", bởi vì một mol ôxi, dưới dạng O2, trở thành 2 mol ôxi đơn nguyên và N2 tương tự phân ly thành 2N.  Vì việc này xảy ra một cách động lực học khi khí chảy qua vật thể không gian, để thuận tiện nên thay đổi Z, định nghĩa cho 30 gam mol khí ban đầu, thay vì theo dõi trọng lượng phân tử trung bình thay đổi, từn mili giây. Quá trình chuyển đổi phụ thuộc vào áp suất này xảy ra đối với ôxi khí quyển trong quãng nhiệt độ từ 2500 K đến 4000 K, và trong quãng nhiệt độ từ 5000 K đến 10.000 K đối với nitơ.
Trong vùng chuyển đổi, nơi sự phân ly phụ thuộc vào áp suất không hoàn thành, cả beta (tỷ lệ chênh lệch thể tích/áp suất) và nhiệt dung áp suất không đổi vi phân tăng lên rất nhiều.
Đối với áp suất trung bình, trên 10.000 K khí tiếp tục phân ly thàn electron và ion tự do.  Z đối với plasma được tạo ra có thể được tính toán một cách tương tự đối với một mol khí ban đầu, tạo ra giá trị giữa 2 và 4 đối với khí bị ion hóa riêng phần hoặc một phần. Mỗi sự phân ly hấp thụ một lượng lớn năng lượng trong quá trình thuận và nó làm giảm rất nhiều nhiệt độ nhiệt động lực của khí siêu thanh giảm tốc gần vật thể không gian. Ion hoặc gốc tự do được vận chuyển đến bề mặt vật bởi sự khuếch tán có thể giải phóng ra thêm năng lượng (không phải nhiệt) nếu bề mặt gây  xúc tác cho quá trình tái kết hợp chậm hơn.
Độ nén đẳng nhiệt liên quan đến sự nén đẳng entropy (hoặc đoạn nhiệt) bởi mối quan hệ,
{\displaystyle \beta _{S}=\beta _{T}-{\frac {\alpha ^{2}T}{\rho c_{p}}}}
qua quan hệ Maxwell.  Tiếp tục rút gọn,
{\displaystyle {\frac {\beta _{T}}{\beta _{S}}}=\gamma }
trong đó,
{\displaystyle \gamma \!} là tỷ lệ nhiệt dung. Xem chứng minh ở đây.

## Khoa học Trái Đất
| Chất liệu                     | β (m²/N or Pa−1)      |
| ----------------------------- | --------------------- |
| Nhựa cứng                     | 2×10–6 – 2,6×10–7     |
| Đất sét cứng                  | 2,6×10–7 – 1,3×10–7   |
| Đất sét trung bình            | 1,3×10–7 – 6,9×10–8   |
| Cát xốp                       | 1×10–7 – 5,2×10–8     |
| Cát đặc                       | 2×10–8 – 1,3×10–8     |
| Sỏi đặc                       | 1×10–8 – 5,2×10–9     |
| Ethanol                       | 1,1×10–9              |
| Cacbon disulfua               | 9,3×10–10             |
| Đá nứt                        | 6,9×10–10 – 3,3×10–10 |
| Nước ở 25 °C (không tháo khô) | 4,6×10–10             |
| Đá, âm thanh                  | <3,3×10–10            |
| Glyxerol                      | 2,1×10–10             |
| Thủy ngân                     | 3,7×10–11             |

Khoa học Trái Đất sử dụng độ nén để xác định khả năng đất hoặc đá giảm thể tích dưới tác dụng của áp suất. Khái nệm này quan trọng đối với kho riêng, khi ước lượng trữ lượng nước dưới đất trong tầng ngập nước bị giới hạn. Các chất liệu địa chất làm từ hai phần: rắc và rỗng (hoặc giống như độ rỗng).  Khoảng rỗng có thể chứa đầy chất lỏng hoặc khí. Chất liệu địa chất giảm thể tích khi khoảng rỗng giảm đi, loại bỏ chất lỏng và khí trong khoảng rỗngs. Nó có thể xảy ra trong một khoảng thời gian, dẫn đến lún.
Nó là một khái niệm quan trọng trong Địa chất công trình trong việc thiết kế các cấu trúc móng.  Ví dụ, việc xây dựng cấu trúc cao tầng trên các tầng đất bùn có độ nén cao tạo ra một giới hạn xây dựng đáng dể, và dẫn đến việc phải sử dụng các kỹ thuật.

## Động lực học chất lưu
Mức độ nén của một chất lưu có ứng dụng lớn đến động lực của nó.  Nổi bật nhất là sự truyền âm thanh phụ thuộc vào độ nén của môi trường.

### Khí động lực học
Độ nén là một hệ số quan trọng trong khí động lực học. Ở tốc độ thấp, độ nén của khí không đáng kể trong mối quan hệ với thiết kế khí cụ bay, nhưng khi dòng khí gấn đến và vượt quá vận tốc âm thanh, một loạt hiệu ứng khí động lực học trở nên quan trọng đối với thiết kế khí cụ bay. Một số trong những hiệu ứng này có lúc khiến nó trở nên khó đối với khí cụ bay thời kỳ Chiến tranh thế giới thứ hai để đạt được vận tốc lớn hơn nhiều so với 800 km/h (500 mph).
Nhiều hiệu ứng thường được nhắc đến có liên quan đến thuật ngữ "độ nén", nhưng thường ít liên quan đến bản chất nén của khí.  Từ một quan điểm khí động lực học chặt chẽ, thuật ngữ này nên chỉ đề cập đến những hiệu ứng bên cạnh là kết quả của thay đổi dòng khí từ một chất lưu không nén được (giống như hiệu ứng trong nước) đến chất lưu nén được (một chất khí) khi đạt tới vận tốc âm thanh. Cụ thể có hai hiệu ứng, lực kéo sóng và số Mach tới hạn.

## Độ nén âm
Nói chung, độ nén khối (tổng của độ nén tuyến tính trên ba trục) là dương, nghĩa là có sự tăng áp suất ép vật liệu thành thể tích nhỏ hơn. Điều kiện này cần thiết đối với sự ổn định cơ học. Tuy nhiên, dưới điều kiện rất cụ thể độ nén có thể âm.